# Asmate praepotentaria
Asmate praepotentaria là một loài bướm đêm trong họ Geometridae.